# چیپری و مارزکو
چیپری و مارزکو (ایتالیایی: Ciprì & Maresco) نامی است که برای یک زوج هنری ایتالیایی با نام‌های دانیله چیپری (زادهٔ ۱۷ اوت ۱۹۶۲) و فرانکو مارزکو (زادهٔ ۵ مه ۱۹۵۸) به‌کار می‌رود.
از فیلم‌هایی که این دو در آن‌ها نقش داشته‌اند، می‌توان به بازگشت کالیوسترو اشاره نمود که فیلمی کمدی دربارهٔ فرانکو فرانکی و چیچو اینگراسیا است.